# 石川智子
石川 智子（いしかわ ともこ、1975年〈昭和50年〉11月6日 - ）は、日本の政治家。愛知県知立市長（1期目）。元知立市議会議員（2期）。

## 来歴
愛知県知立市出身。知立市立知立小学校、知立市立竜北中学校、私立愛知淑徳高等学校、愛知淑徳短期大学卒業。卒業後は日興証券に勤務した後、司会業となる。その後、帰郷し、2013年(平成25年)に知立学園母の会会長に就任。
2018年(平成30年)、知立市議会議員に初当選。2022年(令和4年)に2回目の当選。市議会では議会運営委員会、議会改革特別委員会各副委員長、市民福祉委員会、企画文教委員会委員長、議会改革特別委員会各委員長、市政会代表、監査委員を歴任する。

### 2024年知立市長選挙
2024年（令和6年）9月3日、知立市長の林郁夫の後継指名を受けて、任期満了に伴う知立市長選挙に立候補する意向を表明した。時期は不明だが、石川と同じく自民系市議の田中健も出馬表明をした。同年9月14日、愛知県議会議員の柴田高伸が出馬する意向を固めたことが報道により明らかになった。
同年10月27日に行われた第50回衆議院議員総選挙で自民党が惨敗し、党内に動揺が走った。同時期、大村秀章知事が保守系候補の一本化を画策し、田中は出馬を取りやめた。10月31日、連合愛知三河西地域協議会は石川の推薦を決定した。11月8日、大村は知立駅北口で行われた街頭演説で一本化の背景を語った。前名古屋市長の河村たかし衆議院議員と柴田が写ったポスターを、柴田陣営が市内各所に張ったことが引き金になったと説明した。
同年11月24日に行われた市長選挙に石川は自民、公明、立憲民主、国民民主の各党と連合愛知、全トヨタ労働組合連合会などの団体の推薦を受けて立候補。柴田と、50年以上世界平和統一家庭連合（旧統一教会）の信者であることをアピールする男性アルバイトの2人を破り、初当選した。知立市では初の女性市長で、愛知県では長久手市長の佐藤有美と碧南市長の小池友妃子に次ぎ、3人目の女性市長となった。
※当日有権者数：55,768人 最終投票率：48.36%（前回比：pts）
| 候補者名 | 年齢 | 所属党派 | 新旧別 | 得票数   | 得票率 | 推薦・支持                                     |
| -------- | ---- | -------- | ------ | -------- | ------ | ---------------------------------------------- |
| 石川智子 | 49   | 無所属   | 新     | 13,698票 | 51.39% | 自由民主党・公明党・立憲民主党・国民民主党推薦 |
| 柴田高伸 | 55   | 無所属   | 新     | 12,221票 | 45.84% |                                                |
| 石原悟   | 74   | 無所属   | 新     | 738票    | 2.77%  |                                                |

## その他
- 中学・高校時代は陸上競技部(短距離)に所属し、全国インターハイ出場。短大時代はアーチェリー部に所属[2]。